# Lerneca ornata
Lerneca ornata är en insektsart som beskrevs av Desutter-grandcolas 1992. Lerneca ornata ingår i släktet Lerneca och familjen syrsor. Inga underarter finns listade i Catalogue of Life.